# Erich Johannes
Erich Johannes (* 19. Mai 1911 in Bechtsbüttel; † 6. Oktober 1994 in Braunschweig) war ein deutscher Politiker der CDU. 
Er war Arbeiter in der Konservenfabrik C. Th. Lampe in Braunschweig und Mitglied des Ernannten Braunschweigischen Landtages vom 21. Februar 1946 bis 21. November 1946. 

## Quelle
- Barbara Simon: Abgeordnete in Niedersachsen 1946–1994. Biographisches Handbuch. Hrsg. vom Präsidenten des Niedersächsischen Landtages. Niedersächsischer Landtag, Hannover 1996, S. 183.

| Personendaten    | Personendaten             |
| ---------------- | ------------------------- |
| NAME             | Johannes, Erich           |
| KURZBESCHREIBUNG | deutscher Politiker (CDU) |
| GEBURTSDATUM     | 19. Mai 1911              |
| GEBURTSORT       | Bechtsbüttel              |
| STERBEDATUM      | 6. Oktober 1994           |
| STERBEORT        | Braunschweig              |